# 查梅因·德拉贡
查梅因·德拉贡（英語：Charmaine Dragun，1978年3月21日—2007年11月2日）曾是澳大利亞第十頻道的新聞主播，她生前主持過該頻道於珀斯的五點鐘地區新聞節目。

## 出生
查梅因1978年生于西澳首府伯斯。

## 廣播事業
查梅因以優異成績畢業于伊迪斯科文大學之附屬西澳表演藝術學院（WAAPA），隨後在珀斯的6PR和96FM電臺擔任記者；工作表現十分出色，曾經被提名為澳洲的「年度最佳年輕記者」。
她於2002年加盟第十頻道，起初主要報導司法新聞，其後分別於2003年和2004年的夏季擔任後備主播。從2005年7月起主持西澳的五點鐘地區新聞節目。由於第十頻道的地區新聞是從位於悉尼的新聞中心製作的，因此於這段時期她定居於悉尼。
查梅因十分積極參與公益事業，曾大力為西澳的乳癌症患者募捐。此外，她也十分關心祖國克羅地亞；曾于2007年7月返鄉觀光歷史景點並以第一人稱撰寫文章、於7月22日發表在《悉尼晨鋒報》上。

## 自殺
2007年11月2日（悉尼時間）下午4時左右，查梅因縱身跳下位于東悉尼著名的斷魂谷，因憂鬱症自我結束生命，得年29歲。
第十頻道台長格蘭特·布萊克利（Grant Blackley）在敘述此事時說：「查梅因是個智慧超群、充滿活力和關心他人的人，同事們無不愛慕著她，我們謹對她的伴侶Simon和家庭表示最衷心的同情和哀悼。」（原文：Charmaine was a highly intelligent, vibrant and caring person, universally liked and admired by her colleagues. Our deepest sympathies go to her partner, Simon, and her family.）